# Viva Erotica
Pour les articles homonymes, voir Erotica.
Pour plus de détails, voir Fiche technique et Distribution.
Viva Erotica (色情男女, Sik ching nam lui) est un film hongkongais réalisé par Derek Yee et Lo Chi-leung, sorti en 1996.

## Fiche technique
- Titre : Viva Erotica
- Titre original : 色情男女 (Sik ching nam lui)
- Réalisation : Derek Yee et Lo Chi-leung
- Scénario : Bosco Lam, Lo Chi-leung et Derek Yee
- Production : Raymond Chow et Chuen Kar-Chun
- Musique : Jun Fun Chiu, Clarence Hui et Cho Tak Lau
- Montage : Kwong Chi-leung
- Pays d'origine : Hong Kong
- Genre : Comédie dramatique et érotique
- Durée : 99 minutes
- Date de sortie : 1996

## Distribution
- Leslie Cheung : Sing
- Karen Mok : May
- Shu Qi : Mango
- Paul Chun : Boss Wong
- Law Kar-ying : Chung
- Elvis Tsui

## Distinctions
Le film a été présenté en sélection officielle en compétition lors de Berlinale 1997.